# シャリフ・アブドゥル・サマト
シャリフ・アブドゥル・サマト（Shariff Abdul Samat、1984年1月5日 - 2020年2月10日）は、シンガポールのサッカー選手。元シンガポール代表。ポジションはDF。
父親のサマド・アラピチャイもシンガポール代表でセンターバックを務めたサッカー選手である。

## クラブ歴
センバワン・レンジャーズFCで選手となったものの、気性の荒い彼はゲイラン・ユナイテッドFCのピーター・ベネットを殴ったために8ヶ月の出場停止処分をシンガポールサッカー協会から下された。
その後、ホーム・ユナイテッド、ヤング・ライオンズに所属した。
2007年にタンピネス・ローバースFCに加入したものの、主に控えの扱いであった。しかしチームメイトのセアド・ムラトヴィッチが毎年行われる体力測定に落第したため、大部分の試合に出場するようになった。2010年にホーム・ユナイテッドに復帰。
2012年の前半はシンガポール・ナショナルフットボールリーグのアドミラルティFCに所属したが、後半になるとタンピネス・ローバースFCに復帰した。しかし出場機会は無く、シーズン末に放出された。
2013年2月2日、ウッドランド・ウェリントンFCのメンバーとして初登場した。3月5日のホーム・ユナイテッド戦で初出場した。監督のサリム・モインはこの試合での彼について「福井理人のシュートを彼がクリアした事が試合の空気を変えて勝利に導いた」と述べた。
2020年2月10日、心臓発作により36歳の若さで急逝。

## 代表歴
北朝鮮代表、サウジアラビア代表、オーストラリア代表、UAE代表戦で代表に招集されたものの、出場は無かった。その後ラドイコ・アヴラモヴィッチ監督の下でも出場は無かった。
但し、非公式試合では2007年にインドネシア代表戦に出場している。
2013年にはベルンド・シュタンゲ監督からウッドランド・ウェリントンFCでの活躍を認められ代表に招集された。6月4日のミャンマー代表との親善試合で途中からではあったものの初出場を達成した。

## 個人成績

### クラブ
2016年4月21日現在
| 国内大会個人成績 | 国内大会個人成績 | 国内大会個人成績 | 国内大会個人成績 | 国内大会個人成績                        | 国内大会個人成績 | 国内大会個人成績 | 国内大会個人成績 | 国内大会個人成績 | 国内大会個人成績 | 国内大会個人成績 | 国内大会個人成績 |
| 年度             | クラブ           | 背番号           | リーグ           | リーグ戦                                | リーグ戦         | リーグ杯         | リーグ杯         | オープン杯       | オープン杯       | 期間通算         | 期間通算         |
| 年度             | クラブ           | 背番号           | リーグ           | 出場                                    | 得点             | 出場             | 得点             | 出場             | 得点             | 出場             | 得点             |
| シンガポール     | シンガポール     | シンガポール     | シンガポール     | リーグ戦                                | リーグ戦         | リーグ杯         | リーグ杯         | シンガポール杯   | シンガポール杯   | 期間通算         | 期間通算         |
| ---------------- | ---------------- | ---------------- | ---------------- | --------------------------------------- | ---------------- | ---------------- | ---------------- | ---------------- | ---------------- | ---------------- | ---------------- |
| 2009             | タンピネス       |                  | Sリーグ          | 26                                      | 1                |                  |                  |                  |                  |                  |                  |
| 2010             | ホームU          |                  | Sリーグ          | 13                                      | 0                | 1                | 0                | 1                | 0                | 15               | 0                |
| 2011             | ホウガンU        |                  | Sリーグ          | 22                                      | 0                | 4                | 0                | 3                | 0                | 29               | 0                |
| 2012             | アドミラルティ   |                  | NFL              | 8                                       | 2                |                  |                  | -                | -                |                  |                  |
| 2012             | タンピネス       |                  | Sリーグ          | 0                                       | 0                | 0                | 0                | 0                | 0                | 0                | 0                |
| 2013             | ウッドランド     |                  | Sリーグ          | 18                                      | 1                | 3                | 0                | 1                | 0                | 22               | 1                |
| 2014             | タンピネス       |                  | Sリーグ          |                                         |                  | 2                | 0                | 1                | 0                |                  |                  |
| 2015             | タンピネス       |                  | Sリーグ          |                                         |                  |                  |                  |                  |                  |                  |                  |
| レク             |                  | NFL              |                  |                                         | 3                | 0                | -                | -                |                  |                  |                  |
| 2016             | ゲイランI        |                  | Sリーグ          | 8                                       | 0                |                  |                  |                  |                  |                  |                  |
| 通算             | シンガポール     | シンガポール     | Sリーグ          | \|\|\|\|\|\|\|\|\|\|\|\|\|\|            |                  |                  |                  |                  |                  |                  |                  |
| 通算             | シンガポール     | シンガポール     | NFL              | \|\|\|\|11\|\|2\|\|colspan=2\|-\|\|\|\| |                  |                  |                  |                  |                  |                  |                  |
| 総通算           | 総通算           | 総通算           | 総通算           | \|\|\|\|\|\|\|\|\|\|\|\|\|\|            |                  |                  |                  |                  |                  |                  |                  |

## タイトル

### 個人
- Sリーグ最優秀若手選手賞: 2007